# Jeanne Marie Rosette Abou'ou
 (mars 2025).
Motif : pas de sources secondaires centrées
- Archive Wikiwix
- Bing
- Cairn
- DuckDuckGo
- E. Universalis
- Gallica
- Google
- G. Books
- G. News
- G. Scholar
- Persée
- Qwant
- (zh) Baidu
- (ru) Yandex
- (wd) trouver des œuvres sur Wikidata

| 1. | Préciser le motif de la pose du bandeau. | Précisez le motif de la pose du bandeau en utilisant la syntaxe suivante : {{admissibilité à vérifier\|date=juin 2025\|motif=remplacez ce texte par le motif}}                                    |
| 2. | Informer les utilisateurs concernés.     | Pensez à avertir le créateur de l'article, par exemple, en insérant le code ci-dessous sur sa page de discussion : {{subst:avertissement admissibilité à vérifier\|Jeanne Marie Rosette Abou'ou}} |

Jeanne Marie Rosette Abou'ou, née le 18 août 1969 à Sangmélima, est une femme de lettres camerounaise. Elle est l'auteure de plusieurs romans et ouvrages scientifiques.

## Biographie
Jeanne Marie Rosette est enseignante en droits de l'homme, droit humanitaire, analyse et gestion des conflits.

## Ouvrages
- Jeanne Marie Rosette Abou'ou, Lettre à Tita - Volume 1, Yaoundé, L'Harmattan, 2012[3]
- Jeanne Marie Rosette Abou'ou, Lettre à Tita volume 2 - 2, Yaoundé, L'Harmattan, 2012
- Jeanne Marie Rosette Abou'ou, Courage, Honorables Soldats!, Muse, 2022
- Jeanne Marie Rosette Abou'ou, L'oeuvre du Président TEODORO OBIANG NGUEMA MBASOGO - dans les grands enjeux de sécurité collective et d'intégration en Afrique, UNIV EUROPEENNE, 2022